# Pont de Tolbiac
Il Pont de Tolbiac è un ponte di Parigi che attraversa la Senna.
Esso collega il quai de Bercy, nel XII arrondissement, alla rue Neuve-Tolbiac, nel XIII arrondissement.

## Storia
Il ponte di Tolbiac risale all'ondata di urbanizzazione di Parigi della seconda metà del XIX secolo. La sua costruzione fu decisa nel 1876 dal voto del Consiglio comunale di Parigi. I lavori, finanziati dal comune, iniziarono nel 1879 e si conclusero tre anni dopo.
L'opera fu danneggiata dai ghiacci del gennaio 1890 e ricostruita nel 1893.
Durante la piena della Senna del 1910 esso funse da sfioratore dei detriti nel corso dell'operazione Ordures au fil de l'eau posta in funzione dal prefetto Louis Lépine.
Il 3 ottobre 1943, durante il bombardamento della centrale elettrica di Chevilly-Larue, un bombardiere leggero Douglas Boston del Gruppo di bombardieri Lorena fu colpito dalla FlaK. Per risparmiare l'abitato, il tenente pilota Yves François Lamy diresse il velivolo verso la Senna: esso colpì il ponte di Tolbiac prima di inabissarsi nelle acque del fiume. Nessuno dei quattro membri dell'equipaggio, tutti appartenenti alle Forze aeree della Francia Libera, sopravvisse..
Due lapidi commemorano ancor oggi l'avvenimento e rendono omaggio ai quattro aviatori che trovarono la morte per "risparmiare" Parigi. La seconda precisa i loro nomi e cognomi e la data dell'avvenimento.

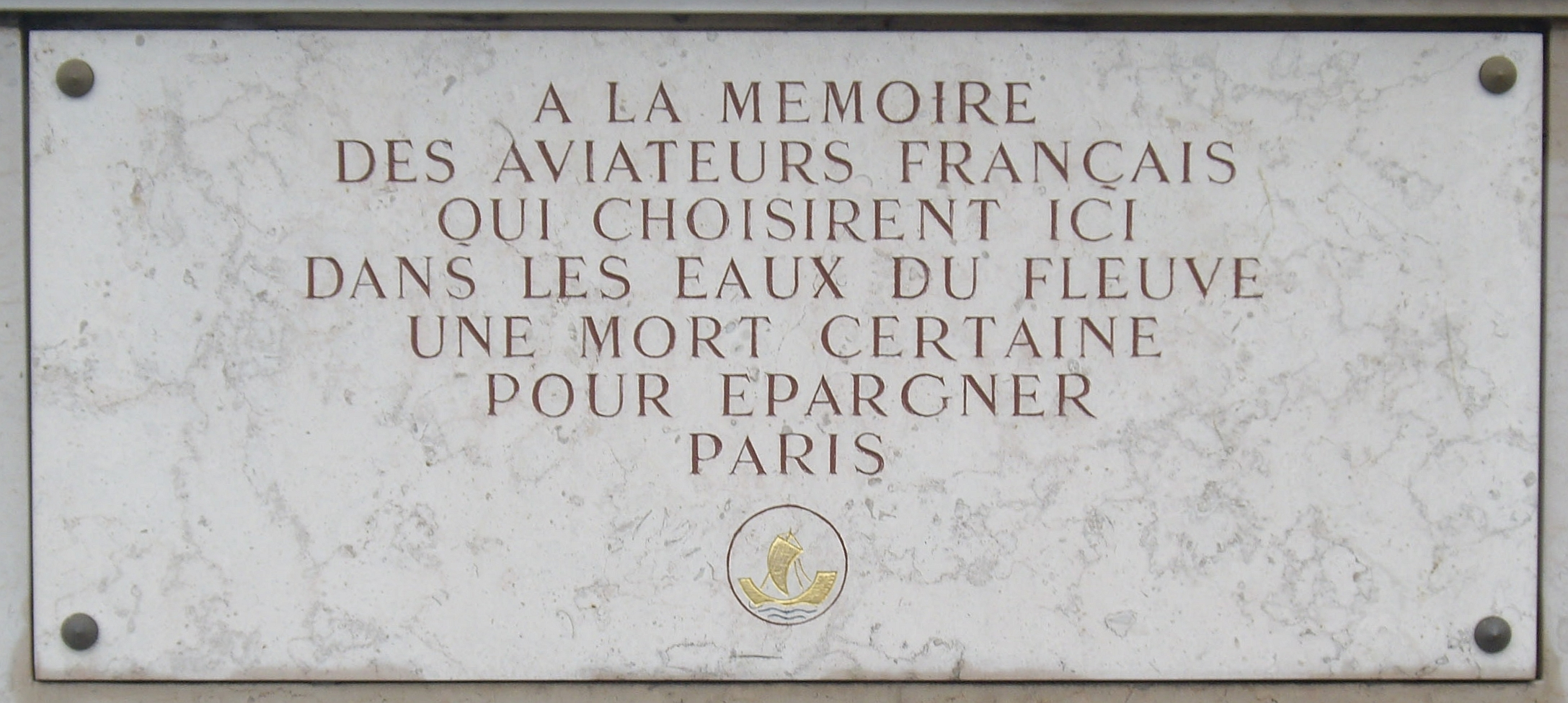
Lapide sul ponte di Tolbiac in memoria degli aviatori francesi che s'inabissarono nella Senna per risparmiare Parigi 3 ottobre 1943
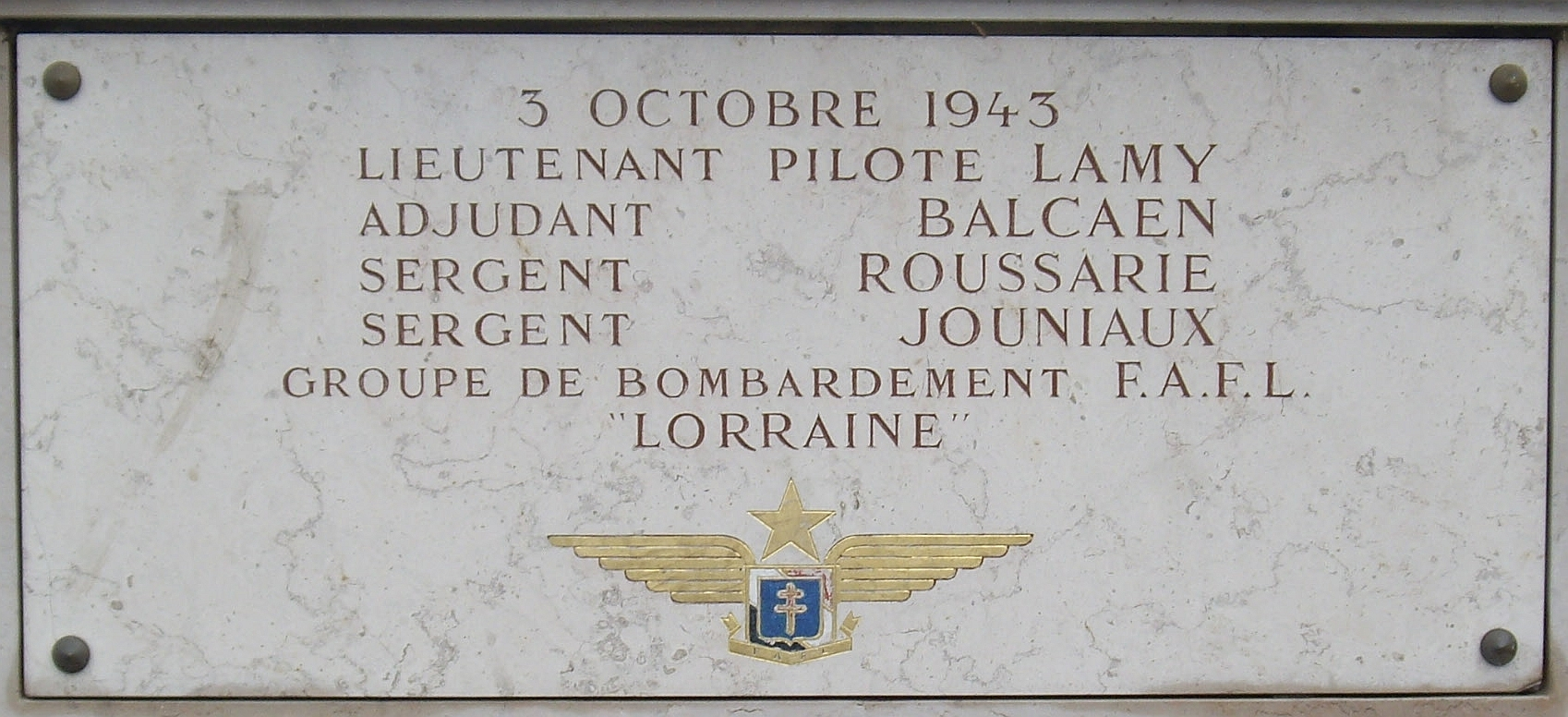
Seconda lapide in memoria degli aviatori francesi
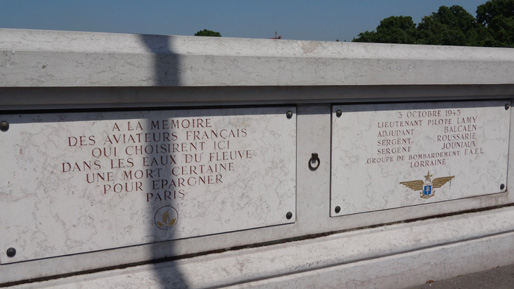
Le due lapidi degli aviatori del ponte

## Architettura

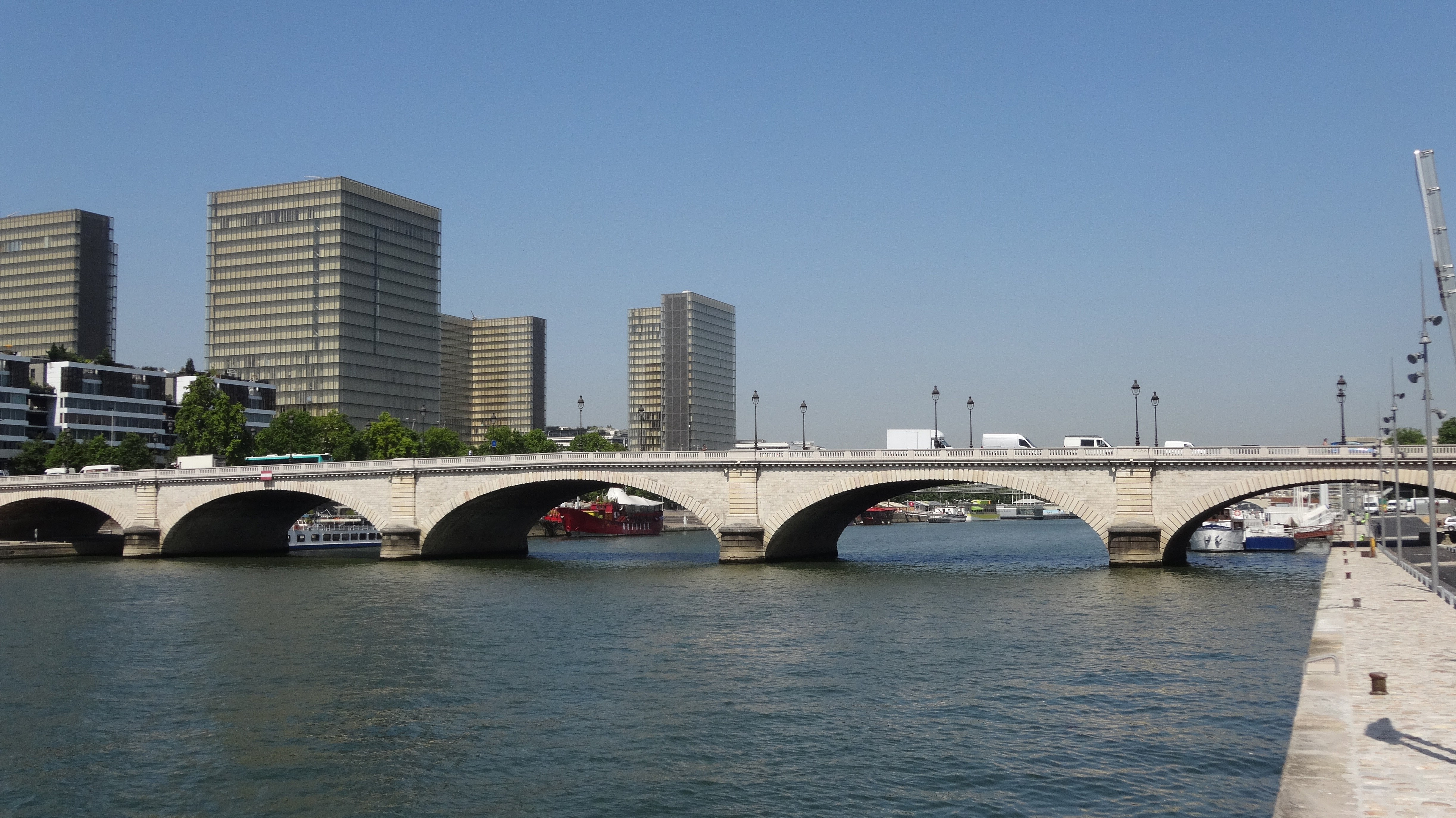
Pont de Tolbiac con la Biblioteca nazionale di Francia sullo sfondo

Lungo in tutto 168 m, il ponte di Tolbiac è costituito da cinque archi ellittici di 29, 35 e 32 metri di apertura e fu eretto allo scopo di creare un passaggio intermedio fra il pont National e il pont de Bercy, ad esso preesistenti ma relativamente lontani fra loro. Fu inaugurato nel 1882.

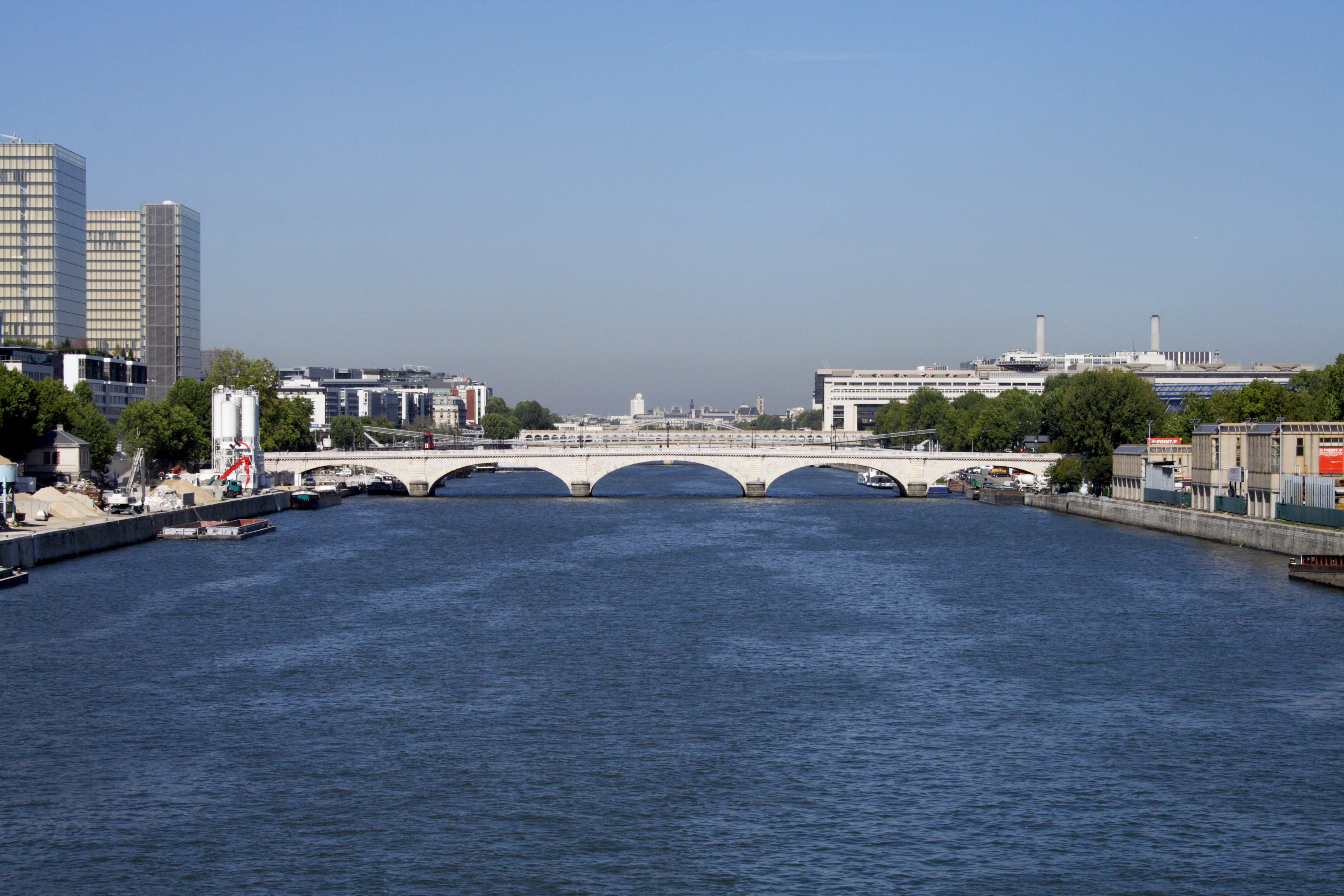
Veduta generale del ponte, con, sulla sinistra, la BnF, e sullo sfondo, a destra,  il quartiere di Bercy.
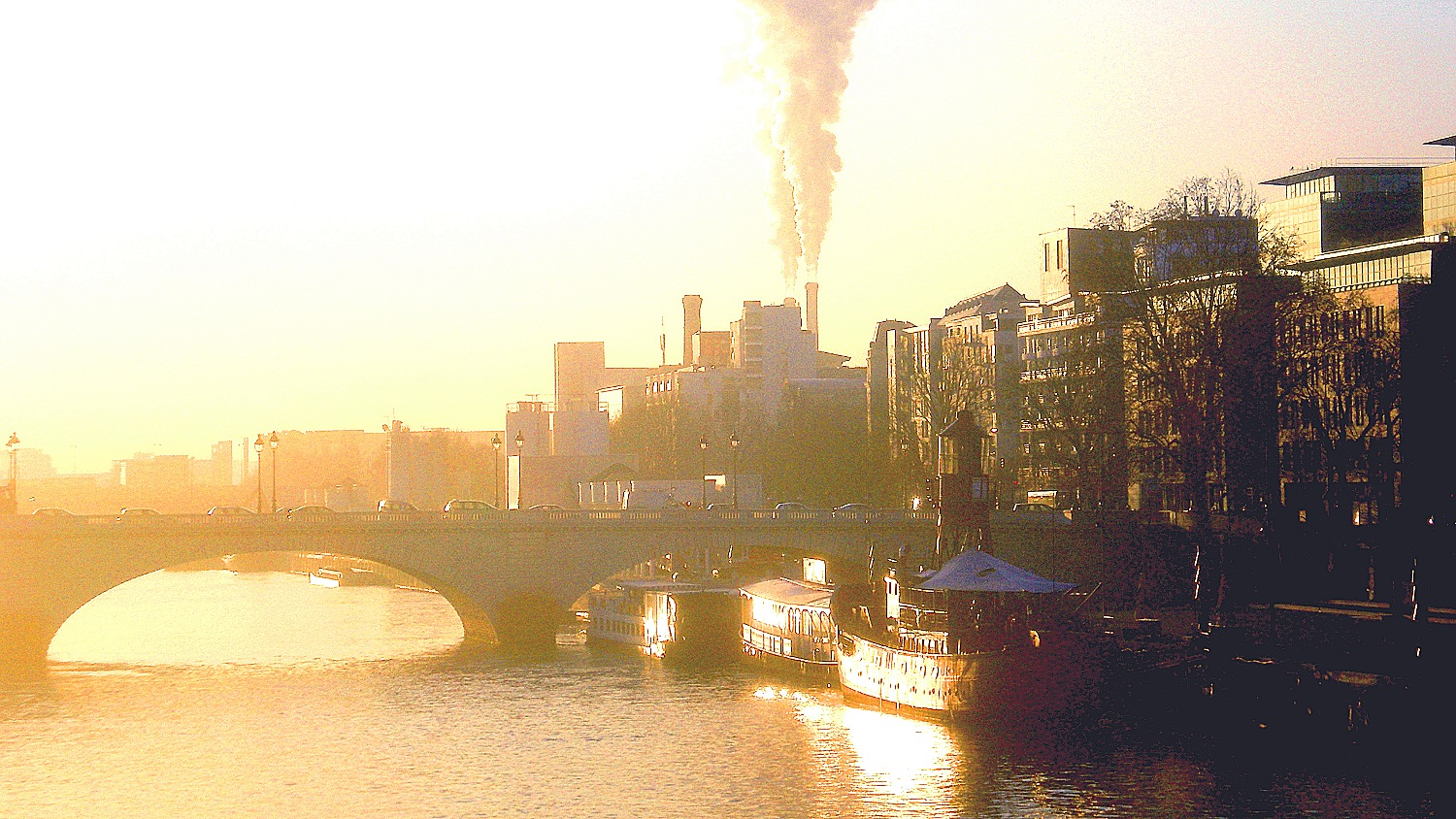
Il ponte di Tolbiac e il porto della stazione al levar del sole.

## Trasporti
La località è servita dalla stazione del Métro di Cour Saint-Émilion.